# Estado-tampão
Estado-tampão é um termo em geografia política que designa um país situado entre duas grandes potências previsivelmente hostis, e que, pela sua própria existência, poderá prevenir algum conflito entre ambas. Geralmente, quando um estado-tampão é realmente independente, a sua política externa tem uma orientação neutra.
O conceito de estado-tampão formou-se nos meios diplomáticos da Europa do século XVII, embora em retrospetiva se possam encontrar exemplos de tais estados em todas as épocas.

## Exemplos
- A Polônia entre a Alemanha Nazista e a URSS.
- O Reino da Arménia entre o Império Romano e o Império Parta.
- O Principado de Piemonte-Sardenha e Ducado Genovês, entre a França e o Império Austríaco, logo após as Guerras Napoleônicas.
- O Reino da Hungria, e posteriormente Transilvânia, na época do principado situado entre os impérios austríaco e otomano.
- O Reino Unido dos Países Baixos (1815-1830) e, em seguida, a Bélgica (1830-1914 e 1936-1940) entre a Inglaterra, França e Alemanha.[1][2]
- A Mongólia, entre a República Popular da China e a Rússia.[1]
- A Jugoslávia, entre o Ocidente e o Bloco Soviético, durante a Guerra Fria.
- O Afeganistão, entre o Império Russo e o Império Britânico, durante o Grande Jogo.
- O Uruguai, entre Argentina e o Império do Brasil.[3]
- O Paraguai, entre Argentina e o Império do Brasil, depois da Guerra da Tríplice Aliança de 1870.
- A Bolívia, entre Argentina e Peru no século XIX.
- O Nepal e Butão, entre a Índia e a República Popular da China.
- O Império do Sião, entre as zonas de influência francesas e inglesas no Sudeste Asiático, durante o neocolonialismo.
- A Tailândia, entre o Império Britânico (Birmânia Britânica) e a Indochina francesa.(1887-1947)[4]).
- O Líbano, entre Israel e Síria (1943-1981).
- A Áustria, a Suécia e a Finlândia durante a Guerra Fria entre a OTAN e o Pacto de Varsóvia (1947-1989).
- O Laos, entre Vietnã e Tailândia.[5]
- O Tibete, entre o Império Russo, a Índia britânica, e China Qing no início do século XX.
- A Renânia, entre a França e a Alemanha durante o período entre-guerras dos anos 1920 e início dos anos 1930.
- A Bósnia e Herzegovina, entre a Croácia e a Sérvia após a Dissolução da Iugoslávia.
- O Iraque, entre os países árabes e o Irã, depois da Segunda Guerra Mundial.